# Irish Cup 1897-98
Irish Cup 1897–98 var den 18. udgave af Irish Cup, og turneringen blev vundet af Linfield FC, som dermed vandt Irish Cup for femte gang. Finalen fandt sted den 19. marts 1898, hvor St Columb's Hall Celtic FC på The Oval i Belfast blev besejret med 2-0. Det var St Columb's Hall Celtic FC FC's første optræden i en Irish Cup-finale.

## Udvalgte resultater

### Semifinaler
| Dato   | Kamp                                      | Res. | Spillested              |
| ------ | ----------------------------------------- | ---- | ----------------------- |
| 22.1.  | Linfield FC – Belfast Celtic FC           | 1–1  | Grosvenor Park, Belfast |
| 5.2.   | St Columb's Hall Celtic FC – Bohemians FC | 1–0  | The Oval, Belfast       |
| Omkamp |                                           |      |                         |
| 7.2.   | Linfield FC – Belfast Celtic FC           | 2–1  | Solitude, Belfast       |

### Finale
| Dato  | Kamp                                     | Res. | Spillested        |
| ----- | ---------------------------------------- | ---- | ----------------- |
| 19.3. | Linfield FC – St Columb's Hall Celtic FC | 2–0  | The Oval, Belfast |